# Les Soulèvements de la Terre
Les Soulèvements de la Terre, SLT (Jordens uppror), är en fransk paraplyorganisation för klimat- och miljöorganisationer känd för att använda sig av civil olydnad och massaktioner.

## Historia
SLT grundades 2021. Gruppens har bland annat engagerat sig i protester mot privatiseringen av offentliga resurser, till exempel privatägda vattenreservoarer. 
I slutet av oktober 2022 kallade Frankrikes inrikesminister Gérald Darmanin SLT för ekoterrorister. 

## Tvångsupplösning
Den 21 juni 2023 tvångsupplöstes SLT av Frankrikes regering.
Human Rights Watch kallade upplösningen "helt oproportionerlig" och en del av "en växande trend av stigmatisering och kriminalisering av individer och civilsamhällesorganisationer som ökar medvetenheten om konsekvenserna av den globala uppvärmningen" i Frankrike. Amnesty International Frankrike sa att det var en kränkning av rätten till föreningsfrihet och att den franska regeringen attackerade miljögrupper.
Den 11 augusti 2023 hävde Frankrikes högsta förvaltningsdomstol tillfälligt upplösningen utan att fatta ett slutgiltigt beslut i ärendet.

## Politiska ståndpunkter och ideologi
Sophie Del Fa från Université catholique de Louvain har beskrivit SLT som en del av en antikapitalistisk miljörörelse som har sitt ursprung i Occupy-rörelsen efter finanskrisen 2007–2008, och sagt att de också har hämtat inspiration från zapatistarörelsen.